# یانا شچربان
یانا والریِونا شچِربان (انگلیسی: Yana Shcherban؛ زادهٔ ۶ سپتامبر ۱۹۸۹) بازیکن والیبال اهل روسیه است که در پُست دریافت‌کننده قدرتی بازی می‌کند. او عضو تیم ملی والیبال زنان روسیه است و در یونیورسیاد تابستانی ۲۰۱۱ در چین، مونترو والی مسترز ۲۰۱۴، جایزه بزرگ جهان (در ۲۰۰۹، ۲۰۱۴، ۲۰۱۵، ۲۰۱۶)، والیبال قهرمانی زنان جهان ۲۰۱۴ در ایتالیا، قهرمانی والیبال زنان اروپا ۲۰۱۵ در بلژیک و هلند، جام جهانی والیبال زنان ۲۰۱۵ در ژاپن، و المپیک تابستانی ۲۰۱۶ در برزیل شرکت کرده است.

## حرفه
از باشگاه‌هایی که در آن بازی کرده است می‌توان به باشگاه والیبال زنان دینامو مسکو اشاره کرد.
در سطح باشگاهی، او برای تیم‌های AES Balakovo, Universitet Vizit, Proton Balakovo و دینامو کراسنودار بازی کرده و در سال ۲۰۱۴ به تیم دینامو مسکو پیوست.